# Gadila angustior
Gadila angustior är en blötdjursart som först beskrevs av Sir Joseph Cooke Verco 1911.  Gadila angustior ingår i släktet Gadila och familjen Gadilidae. Inga underarter finns listade i Catalogue of Life.